# Love/Hate (album)
Love/Hate – drugi album zespołu z Manchesteru – Nine Black Alps.

## Spis utworów
1. "Bitter End" – 3.12
2. "Burn Faster" – 2.48
3. "Everytime I Turn" – 3.02
4. "Pet Hate" – 3.33
5. "Painless" – 3.30
6. "Future Wife" – 2.39
7. "Heavier Than Water" – 4.18
8. "Happiness And Satisfaction" – 3.23
9. "So In Love" – 2.12
10. "Forget My Name" – 3.16
11. "Under The Sun" – 3.44